# Vodní nádrž Koryčany
Vodní nádrž Koryčany je přehrada v západní části Chřibů na řece Kyjovce (v Chřibech nazývané Stupava) asi 2 km severovýchodně od Koryčan a 2 km západně od Stupavy. Byla vybudována v 50. letech 20. století a do počátečního provozu začínala být uvedena roku 1959. Do trvalého provozu však byla uvedena v roce 1963.
Hlavním účelem přehrady je akumulace vody pro skupinový vodovod, snížení rizika povodňových průtoků a rovněž zajištění trvalého minimálního průtoku.
Sypaná hráz se středním jílovým těsněním má výšku nade dnem 20 m, délku 180 m a šířku koruny 8,5 m. Délka přehrady je 1800 m, zatopená plocha činí 35 ha a objem zadržované vody je 2,5 mil. m3.
Vodní elektrárna má jednu turbínu typu Bánki o výkonu 0,036 MW, je ovšem dlouhodobě demontovaná.
Nad a pod přehradou jsou umístěny vodoměrné stanice.
Vzhledem k použití vody na pití je v nádrži zákaz koupání a rekreace a celá přehrada leží v hygienickém ochranném pásmu 1. stupně.

## Odstranění sedimentů
Pro zlepšení kvality pitné vody ve vodní nádrži začali vodohospodáři od února 2020 odstraňovat sedimenty ze dna nádrže a provádět jejich ukládku formou terénní úpravy nebo na zemědělskou půdu. Souběžně s těžbou sedimentů probíhala i rekonstrukce hráze.